# Gladiolus robertsoniae
Gladiolus robertsoniae är en irisväxtart som beskrevs av F.Bolus. Gladiolus robertsoniae ingår i släktet sabelliljor, och familjen irisväxter. Inga underarter finns listade i Catalogue of Life.